# Slaget vid Kleidion
Slaget vid Kleidion (Belasitsa) ägde rum 29 juli 1014 mellan Bulgarien och Bysantinska riket. 

## Upptakt
Bysantinarna och bulgarerna hade varit i krig i årtionden. Den största fasen av kriget började 1002, då tsar Samuil av Bulgarien försökte utvidga sitt territorium in i bysantinska Grekland. Samuil lyckades erövra områden så långt söderut som Aten. Den bysantinske kejsaren Basileios II ämnade hejda denna expansion och återta det land som hade förlorats till bulgarerna under tidigare årtionden och århundraden. Varje år gick Basileios in i Bulgarien för att plundra landet, och 1005 hade han återtagit Thessalien, Makedonien och Grekland och bildat en allians med serberna.

## Slaget
Kulmen på åratal av krig kom 1014 när Basileios slutligen ställdes mot hela den bulgariska armén i strid, vilket han inte hade kunnat göra under de föregående 12 åren. Samuil hade byggt diken längs gränsen och befäst många av dalarna och passen med murar och torn, särskilt Kleidionpasset vid floden Struma, som Basileios troligen skulle behöva passera för att nå hjärtat av Bulgarien. Medan han ledde sina trupper mot Kleidion anfölls Basileios upprepade gånger av bulgarer, men dessa besegrades av en grupp bysantinare under Theofylaktos Botaniates, strategos av Thessaloniki.
Basileios belägrade befästningarna vid Kleidion, men kunde inte tränga igenom dalen, som försvarades av omkring 15-20 000 bulgarer. Basileios general Nikeforos Xifias (strategos av Philippopolis) tog då sina styrkor runt berget Belasitsa och överföll bulgarerna bakifrån, så att de stängdes in i dalen. Bulgarerna övergav sina torn för att möta detta nya hot, och Basileios lyckades bryta sig igenom. I det tumult som uppstod dödades tusentals bulgarer. Enligt den bysantinske historikern Johannes Skylitzes beskrivning var Samuil närvarande vid slaget och lyckades fly enbart med hjälp av sin sons häst. 

## Fångarna
Botaniates överfölls och dödades av fler bulgariska anfallssoldater efter slaget. Skylitzes berättar också att Basileios fullständigt besegrade de övriga bulgarerna och tog 14 000 fångar. Basileios delade sedan upp dem i grupper om 100 man, stack ut ögonen på 99 män i varje grupp och lämnade en man med ett öga kvar i varje grupp så att han skulle kunna leda de andra hem. Detta gjordes möjligen som ett svar på att Botaniates dödats. Stylitzes säger att Samuil dog av en hjärtattack när han såg sina styrkor tåga förbi 31 juli, medan andra källor säger Samuil inte var närvarande under slaget och levde fram till 6 oktober.

## Efterspel
På grund av sin seger fick Basileios tillnamnet Bulgaroktonos, "Bulgardödaren." Trots Skylitzes berättelse måste bulgarerna under Samuils efterträdare ha haft någon armé kvar, eftersom Basileios inte omedelbart erövrade resten av Bulgarien. Kriget varade i ytterligare fyra år, tills Bulgarien besegrades fullständigt 1018. Det året erövrades Bulgariens sista fäste vid Durrës, och Bulgarien blev en provins i Bysantinska riket fram till det framgångsrika upproret lett av bröderna Teodor I Peter och Ivan Asen I 1185.